# Marquesado de Belvís
El marquesado de Belvís es un título nobiliario de nobleza española creado a favor de Luisa Feijoo de Novoa y Zamudio, la primera esposa de Pedro de Toledo y Leiva, I marqués de Mancera, gobernado de Galicia y virrey del Perú.

## Los marqueses de Belvís
- Luisa Feijoo de Novoa y Zamudio, I marquesa de Belvís,[1] I vizcondesa de Irueste en 1627.

- Francisca de Toledo y Osorio, II marquesa de Belvís, I marquesa de Montalbo.[1]

- Pedro Sarmiento y Toledo (m. 4 de abril de 1721), III marqués de Belvís, III marqués de Mancera,[2] III conde de Gondomar.

- ?, IV marqués de Belvís.

- Josefa Sarmiento Eraso y Toledo (m. 6 de abril de 1758), V marquesa de Belvís, V marquesa de Mancera,[2] VI condesa de Humanes, VI condesa del Puerto.

- Joaquín Enríquez de Cabrera Pimentel, VI marqués de Belvís, XIII duque de Medina de Rioseco.